# モンテ・クック
モンテ・クック(Monte Cook、1968年1月29日 - )は、アメリカ合衆国のプロフェッショナル卓上ロールプレイングゲームデザイナーそして作家である。彼はen:Sue Weinlein Cookと結婚したが、現在は離婚している。

## キャリア

### ロールプレイング
クックは1988年からロールプレイングゲームを中心にしたプロゲームデザイナーの仕事についている。彼の初期の仕事の多くはen:Iron Crown EnterprisesでロールマスターとChampionsのシリーズの編集と執筆だった。クックはIron Crown Enterprisesで4年間働いた；2年間はフリーランスとして、2年間は正社員のデザイナーとしてである。
クックは1992年にフリーランスとしてTSRで働きはじめ、「古いMarvel gameで皆殺しを書いたが、ゲームがキャンセルしたので出てきたことはない」。TSRのチームに加入後、クックはダンジョンズ&ドラゴンズモジュールLabyrinth of Madness (1995)やA Paladin in Hell (1998)などをデザインし、そしてen:Planescapeラインの数多くのサプリメント、例えばen:The Planewalker's Handbook (1996)やen:Dead Gods (1998)などもデザインした。クックはまた、陰謀のゲームen:Dark•Matter (1999)もデザインした。TSRがウィザーズ・オブ・ザ・コーストに買収された後、クックは上級デザイナーになり、そしてダンジョンズ&ドラゴンズ第3版開発チームの一人として働いた。クック、ジョナサン・トゥイート、そしてスキップ・ウィリアムズは第3版のen:Players Handbook、en:Dungeon Master's Guide、そしてen:Monster Manualの全てに貢献し、各デザイナーは、それらの貢献に基づいて書籍を書いた。クックは新しいダンジョンマスターズ・ガイドでの自分の仕事に誇りを持っており、特に後のゲイリー・ガイギャックスは、ブックのフィードバックとして、チームに彼のコメントを戴いた：「彼は新しい DMGの中の材料は、彼が優れたDMになる助けになるだろうと述べた...これは本当にクールで、「サークルを達成する」方法にかなり満足している。」クックは2000年にウィザーズ・オブ・ザ・コーストとダンジョンズ&ドラゴンズへの自分の関与について、「この仕事は素晴らしい時間だった...なぜなら製品はいずれも大きく、重要で、革新的だったからだ」と述べた。
クックは2001年にウィザーズ・オブ・ザ・コーストを退社し、en:Malhavoc Pressでd20システムの為の独立した素材を書きはじめた。Malhavocの最初の製品は"The Book of Eldritch Might"で、即座に成功するとともに、ロールプレイング産業でPDF出版の可能性を広く実証した功績を残した。これと他のMalhavocの初期の製品は当初は電子的手段のみでリリースされ、その後多くの印刷版がWhite Wolf, Inc.からリリースされた。Malhavocの旗の下に彼の最も有名な作品はおそらくen:Arcana Unearthedで、この製品は彼が書いた「プレイヤーズ・ハンドブック」のバリアントである。彼はまたウィザーズ・オブ・ザ・コーストのフリーランスとして、いくつかの製品を執筆または共同執筆し、その中には「クトゥルフの呼び声」RPGのd20バージョンが含まれる。
2004年中頃、クックはDriveThruRPG.com storeがデジタル著作権管理で暗号化されたPDFシステムで彼の電子的d20材料を排他的に販売しているとして論争を引き起こした。彼は最終的に、彼の製品を普通のPDFで売って欲しいとの顧客の圧力に屈し、そしてDriveThruRPGは最近では同じことをやっている。
クックは2011年にウィザーズ・オブ・ザ・コーストに復帰した。2011年9月20日、en:Mike Mearlsは同社ウェブサイト上でクックが"Legends & Lore"コレムを連載すると告知した。2012年1月、ダンジョンズ&ドラゴンズの次の版の開発に、クックがメインデザイナーとなることが明らかにされた。2012年4月、クックは"会社との意見の相違"により、ウィザーズ・オブ・ザ・コーストからの離脱を発表した（彼の仲間のデザイナーと共にではなく）。D&Dプロジェクトで最初に働いていた彼の離脱はen:Mike Mearlsを驚愕させるに至った。

### フィクション
クックは1999年にClarion West作家ワークショップを卒業し、小説The Glass PrisonとOf Aged Angelsを出版した。彼はまた"Born in Secrets" (in Amazing Stories)、"The Rose Window" (in Realms of Mystery)、そして"A Narrowed Gaze" (in Realms of the Arcane)のような短編物語も出版した。彼はさらにGame Trade Magazineの中でCall of Cthulhu フィクション・シリーズや"The Shandler Chronicles"の執筆を続けている。

## Ptolus
Template:POV-section
2006年8月、Malhavocはen:Ptolusをリリースし、これはモンテ・クックがD&D第3版のデザイナーたちにプレイテストで使ったキャンペーン・セッティングをベースにしたゲームである。この分厚い本（約700ページ、その倍以上の内容がCD-ROMに添付されている）はこれまでのロールプレイング業界の中で最高の製作バリューのうちのひとつであり、Ptolusは約120ドルという、ロールプレイング製品の前代未聞の価格にもかかわらず、楽しまれて多大な成功を収めた。

## Malhavocからさらなる素材
en:Ptolusのリリース後ほどなく、クックは頻繁に彼のオリジナルの野望の集大成として記述したものをMalhavocに書き、彼は小説を書くことに着目し、むしろロールプレイングゲームよりも、予見可能な将来のために、彼がまだ仕様化れていない創造的な仕事の他の形態をアナウンスした。White WolfとGoodman Gamesは彼の最後のRPG作品をアナウンスした。Monte Cook's World of Darknessはクックが選択したWhite Wolfの現代ホラーセッティングで、2007年のGen Conでリリースされた。
Goodman Gamesからはen:Dungeon Crawl Classics #50と、"Vault of the Iron Overlord"が、同じくGen Conでのリリースを目標にした。
一方、彼のlivejournalの投稿そしてMalhavoc message boardsのファンによる要求に応え、モンテ・クックは2008年初期にもう一度RPG製品Book of Experimental Mightをリリースした。これはBook of Experimental Might II: Bloody, Bold and Resoluteを素早くフォローした。